# Alchemy (album de Dire Straits)
Pour les articles homonymes, voir Alchemy.
Albums de Dire Straits
ExtendedancEPlay
(1983) Brothers in Arms
(1985)
Alchemy est un album live de Dire Straits, sorti en 1984. Il se situe chronologiquement entre les quatrième et cinquième albums studio.

## Historique
La pochette montre une guitare sur un fond extrait d'une œuvre de l'artiste australien Brett Whiteley, également intitulée Alchemy, datant de 1982-1983. Cet album live consiste en fait à replacer les quelques standards de Dire Straits dans un contexte différent. Alchemy deviendra très vite un live incontournable du rock.
L'album est également sorti en VHS et en DVD avec les mêmes titres à l'exception de Love Over Gold, qui ne figure pas sur la version vidéo.
La photo de gauche à l'intérieur de l'album est la même que celle de droite, mais retournée. On a l'impression que le public est très imposant.
L'album (à ce jour en 2025) s'est vendu à 5,5 millions à travers le monde dont 800000 aux US, 1 million au Royaume-Uni.

## Liste des chansons
CD 1
| No | Titre                        | Durée       |
| -- | ---------------------------- | ----------- |
| 1. | Once Upon a Time in the West | 13 min 01 s |
| 2. | Expresso Love                | 5 min 45 s  |
| 3. | Romeo and Juliet             | 8 min 17 s  |
| 4. | Love Over Gold               | 3 min 27 s  |
| 5. | Private Investigations       | 7 min 34 s  |
| 6. | Sultans of Swing             | 10 min 54 s |

CD 2
| No | Titre                                                                                       | Durée       |
| -- | ------------------------------------------------------------------------------------------- | ----------- |
| 1. | Two Young Lovers                                                                            | 4 min 49 s  |
| 2. | Tunnel of Love (Extrait de "The Carousel Waltz" de Richard Rodgers et Oscar Hammerstein II) | 14 min 12 s |
| 3. | Telegraph Road                                                                              | 13 min 37 s |
| 4. | Solid Rock                                                                                  | 6 min 01 s  |
| 5. | Going Home - Theme from "Local Hero"                                                        | 6 min 05 s  |

## Musiciens

### Dire Straits
- Mark Knopfler – guitare, chant
- Hal Lindes – guitare, chœurs
- John Illsley – basse, chœurs
- Alan Clark – claviers
- Terry Williams – batterie

### Musiciens additionnels
- Mel Collins – saxophone
- Tommy Mandel - claviers
- Joop de Korte – percussions